# Монторо Супериоре
Монторо Супериоре (итал. Montoro Superiore) је насеље у Италији у округу Авелино, региону Кампанија.
Према процени из 2011. у насељу је живело 8054 становника. Насеље се налази на надморској висини од 265 м.

## Становништво
Према резултатима пописа становништва 2011. у општини је живело 8.877 становника.
| 1931. | 1936. | 1951. | 1961. | 1971. | 1981. | 1991. | 2001. | 2011. |
| ----- | ----- | ----- | ----- | ----- | ----- | ----- | ----- | ----- |
| 5.119 | 4.814 | 5.309 | 5.502 | 5.422 | 6.166 | 7.526 | 8.054 | 8.877 |